# Гомсельгское
Гомсельгское (Гангозеро, Гомсельга) — пресноводное озеро на территории Кончезерского сельского поселения Кондопожского района Республики Карелии.

## Общие сведения
Площадь озера — 1,4 км². Располагается на высоте 53,0 метров над уровнем моря.
Форма озера подковообразная. Берега каменисто-песчаные, местами заболоченные.
В юго-восточной оконечности Гомсельгское соединяется с озером Гомсельга, из которого через Кончозеро и Укшозеро воды попадают в реку Шую.
С севера в Гомсельгское впадает ручей Спорни, несущий воды Гальозера.
На северо-западном берегу озера располагается деревня Гомсельга, через которую проходит дорога местного значения 86К-79 («Подъезд к п. Гомсельга»).
Код объекта в государственном водном реестре — 01040100111102000017464.